# Eugène de Roussy de Sales
Pour les autres membres de la famille, voir Famille de Sales.
Eugène de Roussy de Sales, italianisé en Eugenio de Roussy, né le 30 avril 1822 à Annecy et mort le 7 mai 1915 à Chambéry, est un noble, officier sarde et homme politique savoyard, puis français.

## Biographie
Eugène-François-Félix-Joseph de Roussy de Sales naît le 30 avril 1822, à Annecy,,. Il est le fils de Félix-Léonard de Roussy et Pauline-Françoise-Joséphine de Sales, dernière descendante de la famille de Sales,. Félix-Léonard de Roussy relève à la suite de son mariage le nom et les armes de la famille de son épouse, donnant naissance aux Roussy de Sales, et il reçoit le titre de marquis. Le couple a cinq autres enfants.
Eugène de Roussy de Sales hérite de son père le château de Thorens, sur la commune de Thorens-Glières. Cadet, il porte le titre de comte.
Il épouse le 6 septembre 1858 Renée-Ernestine de Brosses (1836-1868),,. Cette dernière est l'arrière petite-fille de Charles de Brosses (1709-1777), premier président du Parlement de Bourgogne.
Renée-Ernestine de Brosses est le sujet d'une épreuve sur papier de Joseph Émery-Dufour (Musée d'Orsay). Sa fille fait l'objet d'une épreuve sur papier albuminé contrecollée sur carton.

### Carrière militaire
Eugène de Roussy de Sales entame une carrière militaire. Il participe à la première guerre d'indépendance italienne. Il finit sa carrière comme officier, il est capitaine d'artillerie de l'armée sarde,,.

### Carrière politique
Eugène de Roussy est désigné en 1852, au cours de la IVe législature du royaume de Sardaigne, pour remplacer Hippolyte Pissard afin de représenter le duché de Savoie, pour le collège de Saint-Julien-en-Genevois. Il est « élu à son insu, avant l'âge ». À la Chambre de Turin, il s'oppose à la politique de Cavour, son cousin. Il renonce à son siège en 1853 pour être remplacé par Charles de Viry.
Au lendemain de l'Annexion du duché de Savoie, en 1860, par la France, il participe aux élections. Il se présente en 1861 pour représenter le canton de Thorens, dans le nouveau département de la Haute-Savoie. Il remporte l'élection et termine son mandat en 1889. Son fils, François Eugène Charles, deviendra conseiller général de ce canton (1892-1937) et il sera remplacé (1937-1940) par son fils, François-Maurice. Eugène de Roussy est également vice-président du Conseil général de la Haute-Savoie, durant le gouvernement du Second empire.
Il confie à l'architecte Ruphy les travaux de son château de Thorens, en 1869.
Il est candidat aux élections législatives françaises de 1885.
Eugène de Roussy de Sales meurt le 7 mai 1915, au château de Candie, dans la banlieue de Chambéry,.

## Famille
Eugène de Roussy épouse en 1858 Renée-Ernestine de Brosses. Ils ont deux enfants :
- François-Noël-Charles (1860-1943), militaire[12], conseiller général (1891-1936), conseiller municipal (1892-1926) et maire de Thorens (1900-1902)[13]. Il épouse en 1897 Blanche-Marie-Bernadette Carrelet de Loisy ;
- Jeanne-Françoise, épouse le comte Henri-Elzéar Tredicini de Saint-Séverin.

## Distinctions
Eugène de Roussy de Sales a reçu les distinctions suivantes :
- Chevalier de l'ordre des Saints-Maurice-et-Lazare
- Chevalier de la Légion d'honneur (14 novembre 1864)
- deux médailles de la valeur militaire.